# Kuźma Griebiennik
Kuźma Jewdokimowicz Griebiennik (ros. Кузьма Евдокимович Гребенник, ur. 6 lutego?/18 lutego 1900 w kopalni nr 6 (obecnie miasto Brianka w obwodzie ługańskim), zm. 22 września 1974 w Kijowie) – radziecki dowódca wojskowy, generał porucznik, Bohater Związku Radzieckiego (1945).

## Życiorys
Urodzony w rodzinie rosyjskiego górnika, po ukończeniu szkoły podstawowej pracował w kopalni, w maju 1919 powołany do Armii Czerwonej, żołnierz 42 Dywizji Piechoty, później pracownik wojskowego komisariatu w guberni jekaterynosławskiej. Od września 1920 w RKP(b), od października 1920 służył w wojskach Czeki, żołnierz komunistycznego batalionu 1 pułku Donieckiej Dywizji Czeki w Lisiczańsku, w składzie którego brał udział w walkach z armią gen. Piotra Wrangla, od kwietnia 1922 instruktor pułku, od października 1922 służył w Wojskach Pogranicznych OGPU. Sekretarz komisariatu wojskowego oczakowskiego batalionu pogranicznego, 1924 ukończył Wyższą Szkołę Pograniczną OGPU ZSRR i został dowódcą plutonu odeskiego pułku szkolnego OGPU, a w lutym 1925 szefem placówki granicznej przy granicy z Polską (obwód winnicki), później dowódca grupy manewrowej Mołdawskiego Oddziału Pogranicznego, od listopada 1929 pomocnik szefa 21 Jampolskiego Oddziału Pogranicznego. Od grudnia 1931 dowódca 5 Pułku Zmechanizowanego Samodzielnej Dywizji Specjalnego Przeznaczenia OGPU/NKWD ZSRR im. F. Dzierżyńskiego, 1935 ukończył kursy przy Wojskowej Akademii Mechanizacji i Motoryzacji Armii Czerwonej im. Stalina, 22 kwietnia 1936 mianowany pułkownikiem, od listopada 1937 dowódca 59 Oddziału Pogranicznego Wojsk NKWD ZSRR Zarządu Wojsk Pogranicznych NKWD Okręgu Nadmorskiego, w sierpniu 1938 brał udział w bitwie z Japończykami nad jeziorem Chasan. Od listopada 1942 zastępca dowódcy 102 Dalekowschodniej Dywizji Piechoty Wojsk NKWD ZSRR Samodzielnej Armii Wojsk NKWD ZSRR, w lutym 1943 skierowany na front wojny z Niemcami, walczył wraz ze 102 Dalekowschodnią Dywizją NKWD na Froncie Centralnym, w bitwie pod Kurskiem, 8 sierpnia 1943 został dowódcą 15 Dywizji Piechoty, walczył na Ukrainie, Białorusi i w Prusach Wschodnich, 3 czerwca 1944 awansowany na generała majora. Od 30 marca 1945 dowódca 37 Gwardyjskiej Dywizji Piechoty, 20 kwietnia 1945 na jej czele brał udział w forsowaniu Odry, później w zajmowaniu Szczecina i Kołbaskowa, a następnie Rostocku i w operacji berlińskiej. Od sierpnia 1947 zastępca dowódcy Wojsk Pogranicznych MWD Zakarpackiego Okręgu Pogranicznego, od grudnia 1947 dowódca Wojsk Pogranicznych MWD Okręgu Ukraińskiego, na tym stanowisku brał udział w walkach z UPA, od listopada 1951 dowódca wojsk MWD Okręgu Leningradzkiego, od października 1953 starszy doradca MWD ZSRR/KGB ZSRR przy Ministerstwie Spraw Wewnętrznych Albanii, od października 1956 szef Zarządu 1 Głównego Zarządu Wojsk Pogranicznych i Wewnętrznych MWD ZSRR, jesienią 1956 uczestniczył w tłumieniu antykomunistycznego powstania na Węgrzech, w listopadzie 1956 był wojskowym komendantem Budapesztu. Od kwietnia 1957 szef sztabu - I zastępca szefa Głównego Zarządu Wojsk Pogranicznych KGB Południowo-Zachodniego Okręgu Pogranicznego, 15 lipca 1957 mianowany generałem porucznikiem, od maja do grudnia 1961 dowódca grupy operacyjnej wojsk pogranicznych KGB Ukraińskiej SRR, następnie na emeryturze. Deputowany do Rady Najwyższej ZSRR 2, 3 i 5 kadencji.

## Odznaczenia
- Złota Gwiazda Bohatera ZSRR (29 maja 1945)
- Order Lenina (trzykrotnie - 23 lipca 1944, 29 maja 1945 i 6 listopada 1945)
- Order Czerwonego Sztandaru (pięciokrotnie - 25 października 1938, 3 listopada 1944, 24 listopada 1950, 14 lutego 1951 i 18 grudnia 1956)
- Order Suworowa II klasy (15 stycznia 1944)
- Order Kutuzowa II klasy (10 kwietnia 1945)
- Order Czerwonej Gwiazdy (28 października 1967)
- Medal 100-lecia urodzin Lenina
- Order Virtuti Militari (Polska)
- Medal „Zasłużonym na Polu Chwały” (Polska)
- Order Skanderbega (Albania)
- Odznaka "Honorowy Funkcjonariusz Czeki/GPU (XV)" (8 kwietnia 1934)

Oraz medale ZSRR i 3 medale polskie.